# 조선민주주의인민공화국 대외경제위원회
대외경제위원회(對外經濟委員會)는 조선민주주의인민공화국의 무역업무를 일부 수행하던 기관이다. 1967년 12월 제4차 내각 당시 신설되었다. 그 후 대외경제사업부로 개칭되기도 하였으며 1998년 9월 무역성에 흡수·통합됐다. 이 위원회는 4차내각 이전까지 외무성, 무역성에서 수행하던 기능의 일부를 분리, 독립시켜 발족했다. 대외경제위원회는 외국과의 경제교류 이전의 무역상담, 시장조사 및 개척, 외국투자유도, 기술도입, 외국에 대한 경제지원 등의 임무를 전담했다. 1998년 무역성에 흡수 통합되었다. 일부에서는 무역성으로 명칭을 변경한 것이라 하였으나 무역성은 2차 내각때부터 별도로 존속하고 있었다.

## 역대 장관
내각 직속 위원회로 위원장은 장관급이다.